# Riverboat Gamblers
Die Riverboat Gamblers sind eine US-amerikanische Punk-Rock-Band aus dem texanischen Denton, mittlerweile in Austin beheimatet.

## Geschichte
Pat Lillard, Bassist der Blanks, gründete mit dem Gitarristen Fadi el-Assad 1997 die Riverboat Gamblers. Lillards Ziel war, The Candy Snatchers aus Virginia nachzuahmen. Mit ihren Songs über Trinken und Glücksspiele, die sie vor allem auf Partys spielten, wurden sie über die Grenzen Dentons hinaus bekannt. Tim Kerr von den Big Boys produzierte ihre ersten beiden Singles 2001 und 2003. Nach der Veröffentlichung von Something to Crow About und einigen positiven Kritiken zog die Band 2003 nach Austin. Nach ihrem Auftritt auf dem Festival South by Southwest 2003 in Austin wurden einige Major Labels auf die Riverboat Gamblers aufmerksam, die aber bei dem Independent-Label Gearhead Records unterzeichnete. 2005 wechselte die Band zu Volcom Entertainment, ging auf eine längere Tour, die sie auch nach Europa führte. Im Juni 2009 spielen sie als Opener von Rancid und Rise Against in Nordamerika und starteten anschließend eine Tour durch Europa.
Nach langer Pause veröffentlichte die Band 2022 wieder eine Single.
Bei Soundtracks zu den Videospielen Tony Hawk's American Wasteland, Madden 07, „Flatout Ultimate Carnage“ und Skate 2 sind die Riverboat Gamblers ebenfalls vertreten.

## Mitglieder
- Mike Wiebe („Teko Buller“ or „Rookie Sensation“) – Gesang
- Fadi el-Assad („Freddy Castro“) – Gitarre
- Ian MacDougall – Gitarre
- Rob Marchant – Bass
- Eric Green – Schlagzeug

Zu den ehemaligen Mitgliedern gehören der Bassist Pat Lillard, die Gitarristen Jeremy Diaz und Colin Jones, die Schlagzeuger Chris Adams und Jesse Hamilton. Jeremy Diaz war der erste, der die Band verließ. Clay Mills, der auch das erste Demo aufnahm, übernahm seinen Platz für eine kurze Zeit. Pat Lillard verließ die Band 2008.

## Diskografie
- 2001: The Riverboat Gamblers (Beatville Records)
- 2003: Something to Crow About (Gearhead Records)
- 2004: Backsides (Beatville Records)
- 2006: To the Confusion of Our Enemies (Volcom Entertainment)
- 2009: Underneath the Owl (Volcom Entertainment)
- 2012: The Wolf You Feed (Volcom Entertainment)